# Nature Reviews Chemistry
Nature Reviews Chemistry — це щомісячний рецензований науковий журнал, який видається Nature Portfolio у форматі онлайн-журналу. Він був заснований у 2017 році. Журнал містить огляди, перспективи та коментарі з усіх дисциплін хімії.

## Цілі та сфера застосування
Nature Reviews Chemistry має на меті охопити як традиційні основні предмети галузі — органічну, неорганічну, фізичну та аналітичну хімію, так і надавати розуміння неспеціалістам, де хімія є важливим компонентом міждисциплінарних досліджень. Ці теми можуть включати, але не обмежуватися: хімічна біологія, хімічна фізика, матеріалознавство та нанотехнології. Журнал також має на меті привернути увагу своїх читачів до тем, що виходять за межі академічних досліджень, з особливим акцентом на хімічну освіту та дослідження поза академічним середовищем.
Сфери досліджень, які охоплюються в журналі, включають (але не обов’язково обмежуються ними):
- Аналітична хімія
- Біохімія
- Каталіз
- Хімічна біологія
- Хімічна освіта
- Електрохімія
- Хімія навколишнього середовища
- Зелена хімія
- Промислова хімія
- Неорганічна хімія
- Лабораторна безпека
- Хімія матеріалів
- Медична хімія
- Нанотехнології
- Органічна хімія
- Металоорганічна хімія
- Фізична хімія
- Хімія полімерів
- Фотохімія
- Супрамолекулярна хімія
- Хімія поверхні
- Теоретична хімія

## Редакційна команда
Редакційна команда складається зі Стівена Дейві, який є головним редактором, Стефані Ґред та Олександра Росу-Фінсена.

## Реферування та індексування
Журнал реферується та індексується за:
- Індекс наукового цитування розширено [5]
- Scopus [6]

Відповідно до Journal Citation Reports, імпакт-фактор журналу на 2021 рік становить 34,571, що ставить його на 4 місце серед 179 журналів у категорії «Хімія, мультидисциплінарні».